# Geologia de engenharia
Geologia de engenharia é um ramo das ciências geológicas que se dedica aos problemas e aplicações de conceitos geológicos no âmbito da engenharia.